# Filipp Gorielenko
Filipp Daniłowicz Gorielenko (ros. Фили́пп Дани́лович Горе́ленко; ur. 13 listopada?/25 listopada 1888 w stanicy Iljinkino w Kraju Krasnodarskim, zm. 25 stycznia 1956 w Leningradzie) – radziecki dowódca wojskowy, generał porucznik, Bohater Związku Radzieckiego (1940).

## Życiorys
W 1911 został powołany do rosyjskiej armii, 1912 ukończył szkołę pułkową, a 1914 szkołę podchorążych, uczestniczył w I wojnie światowej. W listopadzie 1917 wstąpił do Czerwonej Gwardii, dowodził jej oddziałem, od 1918 służył w Armii Czerwonej, w wojnie domowej był dowódcą pułku piechoty, 1 Dywizji Piechoty w 10 Armii, dowódcą 59 Dywizji i pomocnikiem inspektora 10 Armii, walczył na Froncie Zachodnim, Południowym i Kaukaskim. Od lipca 1921 do sierpnia 1924 dowodził kolejno 220 i 25 pułkiem piechoty, od sierpnia 1924 do września 1928 był pomocnikiem dowódcy 42 pułku piechoty w 14 Dywizji Piechoty Moskiewskim Okręgu Wojskowym, od września 1928 do listopada 1934 ponownie dowódcą 142 pułku piechoty, a od listopada 1934 do lipca 1937 pomocnikiem dowódcy 55 Dywizji Piechoty. W 1924 ukończył kursy dowódcze Północnokaukaskiego Okręgu Wojskowego, 1927 kursy kadry dowódczej „Wystrieł”, a 1934 Akademię Wojskową im. Frunzego, 1918-1922 i ponownie od 1928 należał do partii komunistycznej RKP(b)/WKP(b). Od lipca 1937 do sierpnia 1939 dowodził 14 Dywizją Piechoty, następnie 50 Korpusem Piechoty, wraz z którym 1939-1940 uczestniczył w wojnie z Finlandią, m.in. na zachodnim brzegu jeziora Ładoga i na linii Mannerheima. Od lipca 1940 do stycznia 1941 był zastępcą dowódcy Leningradzkiego Okręgu Wojskowego, od stycznia do września 1941 dowódcą 7 Armii, po ataku Niemiec na ZSRR walczył na froncie, od września do listopada 1941 był zastępcą dowódcy, a od listopada 1941 do czerwca 1942 ponownie dowódcą 7 Armii. Od czerwca 1942 do końca wojny dowodził 32 Armią Frontu Karelskiego, 1945-1948 pomocnikiem dowódcy wojsk Białomorskiego Okręgu Wojskowego, później przewodniczącym komitetu Dobrowolnego Stowarzyszenia Pomocy Armii, Lotnictwu i Flocie Karelo-Fińskiej SRR, 1951 zakończył służbę wojskową. Jego imieniem nazwano szkołę w Suojarwi.

## Awanse
- Kombrig (29 listopada 1935)
- Komdiw (4 listopada 1939)
- Generał porucznik (4 czerwca 1940)

## Odznaczenia
- Złota Gwiazda Bohatera Związku Radzieckiego (21 marca 1940)
- Order Lenina (trzykrotnie)
- Order Czerwonego Sztandaru (czterokrotnie)
- Order Kutuzowa I klasy

I medale.